# خون‌آشام زیبا
خون‌آشام زیبا (انگلیسی: Beautiful Vampire) یک فیلم فانتزی محصول سال ۲۰۱۸ کره جنوبی و نسخه مجدد از مجموعه اینترنتی پلتفرم اوکسوسو با صحنه‌های بیشتر است. این فیلم در ۸ اکتبر ۲۰۱۸ منتشر شد.

## بازیگران
- جونگ یون جو در نقش ران[۲]
- سونگ کانگ در نقش لی سو نیون[۳]
- پارک جون میون در نقش کانگ مول جو
- لی یونگ نیو در نقش اوک بون

## انتشار
خون‌آشام زیبا نخستین بار در جشنواره بین‌المللی فیلم‌های فوق‌العاده بوچئون در ۱۳ ژوئیه ۲۰۱۸ به نمایش درآمد.